# 曾鎰 (弘治進士)
曾鎰（1456年—？），字時重，廣東瓊州府萬州軍籍，保昌縣人，明朝政治人物。

## 生平
廣東鄉試第二十七名舉人。弘治六年（1493年）中式癸丑科會試第一百三十一名，二甲第六十五名，授南京户部主事，浙江司郎中。

## 家族
曾祖曾趙保；祖父曾勝；父曾瑁，永嘉知縣。母佘氏。具庆下。弟鏞、鐸。